# A Titán játékosai
A Titán játékosai (The Game-Players of Titan) egy 1963-ban megjelent sci-fi regény Philip K. Dick tollából. A regény egy poszt-apokaliptikus világot mutat be, melynek népességét egy földönkívüli létforma, az ún. vugok szabályozzák. Szaporodásra csak akkor van lehetőségük, ha nyernek a Blöff nevű játékban. A világ területének felosztását szintén e játék határozza meg.
A regényt magyarul az Agave Könyvek kiadó adta ki 2010-ben, fordítója pedig Pék Zoltán volt.

## Történet
|  | Alább a cselekmény részletei következnek! |

Pete Garden elvesztette kedvenc birtokát, Berkeleyt, és vele együtt feleségét, Freyát is. Azonban nem nyerhető vissza tőle, hisz az új birtokos eladta Berkeley városát egy profi játékosnak, Jerome Luckmannek. Pete-nek hiányzik Freya, és aggódik az új felesége miatt. Pete közben megkedveli a birtokán élő Pat McClain-t, és annak tizennyolc éves lányát, Mary Anne-t. Pat telepatikus képességekkel rendelkezik, míg férje, Allen, egy prekognitív, Mary Anne pedig telekinetikus hatalommal bír. A Blöff szabályai tiltják, hogy telepaták részt vegyenek benne.
Pete félreteszi a Pat iránti érzelmeit, mikor rájön, hogy új felesége (Carol) terhes, köszönhetően a „mázli”-nak. Luckmant időközben meggyilkolják. Pete és az Aranyos Kék Rókák mind a hat tagja a gyanúsítottak listáján szerepel. A csoporton belüli feszültség miatt nem csak a vug, de már az ember rendőrökre is gyanakszanak. Pete rájön, hogy a vugok képesek magukat embernek álcázni, létrehozva ezzel az úgynevezett „szimulákrum”-okat. Pete-et időközben elrabolja egy titkos anti-vug szervezet, a telepatákból álló Wa Pei Nan, melyet Mary Anne segítségével feloszlatnak a szó minden értelmében.
Az Aranyos Kék Rókák végül megegyeznek a vugokkal, hogy egy, a Titánon zajló játszmában megpróbálják visszanyerni a Föld fennhatóságát, de ironikus módon saját maguk ellen kezdenek játszani. A vugok ugyanis olyan szimulákrumokban lépnek eléjük, amelyek a játékosokat ábrázolják. Bár a Rókák legyőzi a vugokat az egyenlőtlen játszmában, azok nem hajlandók átengedni a bolygót, és inkább megpróbálják elpusztítani a játékosokat, sikertelenül. Az Aranyos Kék Rókák visszakerülnek a Földre, Freya pedig ajánlatot kap, hogy dolgozzon a vugoknak.
|  | Itt a vége a cselekmény részletezésének! |

## Magyarul
- A Titán játékosai; ford. Pék Zoltán; Agave Könyvek, Bp., 2010